# الوزف
الوَزِف أو الوُزِف هومن أنواع أسماك صغيرة تختلف حسب البلدان والتي يمكن الحفاظ عليها بسهولة بالتجفيف في الشمس. يسمى هذا النوع من السمك بالوزف نظرا السرعته وكثرة حركته لأنّ أصل التسمية من فعل وَزَفَ.

## في الدول العربية

### في تونس
يُصاد الوزف على وجه الخصوص في خليج قابس في أوقات محددة خلال شهري يوليو وأغسطس. وفقًا لـمنظمة الغذاء والزراعة  (FAO) والمفهوم المحلي التونسي، الوزف هو سمك صغبر من نوع خاص ما يعرف بالإسم العلمي Atherina boyeri.
لكن في الواقع، يتكون الوزف التونسي من العديد من الأنواع بما في ذلك الأثيرين وهو مجموع الأسماك الصغيرة التي تُصطاد بالشباك الجارفة الشاطئية (حليڨ بالتونسي) أو شباك الجيب الاحِقاً (تيلة) في منطقة ڨابس الساحلية و ولتجفف.
أظهرت دراسة أن الوزف التونسي يتكون من أكثر من 20 نوعا : تركيبة الوزف أسماك الحُساسِيَّات (Atherina boyeri) منخفضة نسبياً، حوالي 0.5%. وأكبرها من حيث العدد هو بَلَمة المتوسط (أوالأنشوفة الأوروبية، Engraulis encrasicolus) %63 و أسماك المرمار(Lithognathus mormyrus)  %9 والحاقول (أو ذوالمنقار التحتاني، Hyporhamphus picarti) 6% والشخورة (أو الشيم الشاخر،Caranx ronchus) 5% و4% من سردين البلشار الأوروبي.
جاءت أقدم إشارة للوزف باللغة العربية في كتاب الجغرافيا من علي بن موسى بن سعيد الغرناطي (ابن سعيد المغربي).ويتحدثُ فيها ابن سعيد المغربي عن الوزف ليس في تونسَ حيث توفى ولكن في محافظة المهرة في اليمن "وإلى سكانها تُنسب الإبلُ المهريّة وهم يعلفونها سمكًا صغارًا تخرج من بحرهم يُقال لها الوزف".

### في اليمن
من الجانب الآخر في اليمن الوَزِف أو الوُزِف هو صغار سمك مجففة تتكون بشكل رئيسي من السردين (ولكنها تحتوي أيضًا على البلمة) ويُصطاد من البحر في مواسم متعددة تصادف كانون الأول والثاني.
وتُجفف عدة أيام وإضافة الملح الخام في تلك العملية قبل أن تعبأ في أكياس لبيعها في أسواق. وأكثر الأماكن إنتاجاً وتصديراً للوزف إلى بقية المحافظات اليمنية هي الحديدة والمخا، في محافظة تعز والمحافظة إب،.

كانوا يسمونه قديماً لحمة الفقراء. وقد صار اليوم من أفضل الهدايا لمغتربي اليمن في الخار. ويستخدم الوزيف أيضاً كعلف للماشية وأسمدة زراعية (بشكل أقل بسبب الأزمة الاقتصادية). 

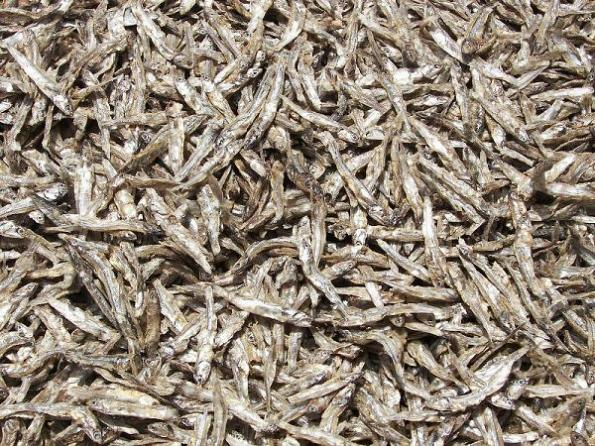
أسماك الوَزِف

## وصفات
في جهة قابس في الجمهورية التونسية، تجفف أسمك الوزف في الشمس و تشكل أساساً وصفات الطبخ في هذه المنطقة. هذا هو السبب في أن كلمة الوزف تعني عموماً في كامل الخمهرية التونسية الأوزف المجفف بالطريقة القبسية.
من بعض الوصفات التي تعتمد أساساً على الوزف هي هريسة الوزف (التي تكون من وزف مشوي مع فلفل أخضر مطحون في المهراس مع زيت الزيتون و قليل من الملح والفلفل الأسود)،. ويقع إضافة الوزف والهروس في العديد من الأطباق القابسية نسبة إلى منطقة قابس صلصة أو مرقة الطماطم التي يطبخ بها البركوكش، الكسكسي ، الشُربة.
ويستخدم في بعض الأكلات الشعبية في اليمن مثل العصيد. والعصيد مع الوزف والسحاوق (طماطم مهروس مع الفلفل الحار) هو الوجبة المعتادة للفقراء.